# Kis-Somlyó hegy
A Kis-Somlyó hegy Vas vármegyében, Kemenesháton, Kissomlyó település fölött emelkedő bazalt tanúhegy.

## Fekvése
A Ság hegyétől délre, a Balatont Szombathellyel összekötő 84-es számú főút közelében emelkedik, déli fele  Kissomlyó község, északi része Borgáta közigazgatási területén helyezkedik el. A megközelítését lehetővé tévő túraútvonalak többsége a 8457-es út irányából indul a csúcs felé.

## Kialakulása
A 220 méter magasságú Kis-Somlyó a 3,9 millió évvel ezelőtt lezajlott vulkánkitörések eredményeként jött létre. A környék másik két hegyétől eltérően azonban nem bazalt, hanem bazalttufa kőzetű. Az első vulkánkitörések heves tufaszóródással kezdődtek. A tufarétegek között kisebb nagyobb vulkáni bombák is fennmaradtak. A későbbi kitörések során lávaömlés is zajlott és a sötétszürke, csaknem fekete bazaltban számos sárgás árnyalatú kis zárvány alakult ki, mely a vulkáni kürtő falából leszaggatott, sok száz méter mélységből a felszínre hozott pannon kori agyag. A tömör egynemű bazalton kívül itt a magmából elillanó gázok következtében üreges, úgynevezett „kenyérkő” is előfordul itt. A kőzetrétegeket feltáró apró, többnyire elhagyott bazaltbányák nyomai pedig máig láthatók. a Kis-Somlyó talajképző alapkőzete a mésztufa és nagyrészt meszes termőtalajok találhatóak itt.

## A Somlói borvidék
A környék a Somlói borvidék része. A borvidék ültetvényei 170–350 m tengerszint feletti magasságban találhatók, ahol lejtésviszonyaik szerint váltakoznak a majdnem lapos, fennsíkszerű platók a nagyon meredek, néhol 45°-os szöget is meghaladó lejtőkkel.
Mikroklímájának köszönhetően a borvidék éghajlata kiegyenlített, szélsőségektől mentes. Ez az időjárás nagyban kedvez egyrészt a szőlő cukrosodásának, túlérésének, esetenkénti aszúsodásának. Szőlőhegyére - a magyar örökösödési jognak köszönhetően - a birtokok elaprózódása miatt ma 4-600 négyszögöl nagyságú parcellák a jellemzőek. 
A szőlők jelentős részének művelésére máig a hagyományos gyalogtőkés módszer jellemző. Az itt termelt borok a ságiakhoz és a somlóiakhoz hasonlóan karakteres, kellemes savas fehérborok.

## Érdekességek
- Király-kő – a Kis-Somlyó tetején álló termetes bazaltszikla, ahol egy helyi legenda szerint a tatárjárás idején a tatárok elől menekülő IV. Béla király is megpihent. Oldalán erről szóló emléktábla is található.
- Krátertó – a hegy pereme alatti sziklás mélyedésben található, melyet erdő vesz körül.

## A Kis-Somlyó hegy környékének települései
- Kissomlyó
- Borgáta
- Egyházashetye